# Associazione Internazionale per la Storia delle Alpi
L'Associazione Internazionale per la Storia delle Alpi promuove la ricerca nell'ambito della Storia delle Alpi europee e pubblica una rivista annuale. Il Laboratorio di Storia delle Alpi dell'Università della Svizzera italiana è la sede del segretariato dell'associazione e conduce indipendentemente le sue attività scientifiche.

## Campo di ricerca
L'Associazione internazionale per la Storia delle Alpi si occupa di storia dell'intero arco alpino (Francia, Principato di Monaco, Italia, Svizzera, Liechtenstein, Austria, Germania, Slovenia), promuove contatti scientifici tra le regioni di montagna e di altre parti d'Europa e del mondo. Essa fu fondata nel 1995 dal noto storico svizzero Jean-François Bergier. L'Associazione dedica la sua attenzione a tutti i periodi storici e alle molteplici forme di collaborazione interdisciplinare. Organizza congressi biennali in varie località alpine su temi specifici quali la mobilità spaziale, la città e la montagna, la cultura materiale, ecc. Recentemente l'Associazione ha promosso un suo progetto di ricerca riguardante la storia del turismo. L'adesione all'Associazione è connessa alla sottoscrizione dell'abbonamento alla rivista.

## La rivista
Dal 1996, l'Associazione pubblica la rivista “Histoire des Alpes – Storia delle Alpi – Geschichte der Alpen”. Il periodico pubblica, articoli scientifici (sottoposti a lettorato) in lingua tedesca, francese e italiana con riassunti in lingua inglese. La pubblicazione include, solitamente, una selezione delle relazioni presentate nell'ambito del convegno organizzato in quell'anno; mentre, nell'anno successivo, la pubblicazione è dedicata a un dossier tematico. Ogni due anni il “Forum” accoglie interventi di ricercatori di tutto l'arco alpino e di altre regioni. Questi contributi possono essere liberamente proposti alla redazione della rivista. La rivista è disponibile sotto forma di pubblicazione cartacea ma anche in versione elettronica in Open Access.

## Il Laboratorio
Il Laboratorio di Storia delle Alpi LabiSAlp (LabiSAlp) fa parte dell'Università della Svizzera italiana (Accademia di architettura) ed è situato a Mendrisio presso Villa Argentina, un pregevole edificio del XIX secolo. Il LabiSAlp, che è la sede dell'Associazione, svolge attività di ricerca indipendenti e organizza convegni scientifici e conferenze pubbliche. Costituisce, inoltre un luogo di incontro per un gruppo di giovani “Ricercatori associati” provenienti dalle università dell'arco alpino, ma non solo. Il LabiSAlp promuove progetti di ricerca o vi partecipa direttamente. Ne sono esempi il progetto di ricerca  dedicato alla percezione delle Alpi a partire dall'epoca rinascimentale; il progetto riguardante le Alpi durante la seconda guerra mondiale, il progetto dedicato alla modernizzazione di alcune regioni alpine o quello centrato sulla storia del turismo e le regolazioni territoriali. Oltre alla rivista annuale il LabiSAlp cura la pubblicazione della collana Studies on Alpine History e i working papers “Percorsi di ricerca”.